# Кочнева Гора
Кочнева Гора (рос. Кочнева Гора) — присілок в Вілегодському районі Архангельської області Російської Федерації.
Населення становить 13 осіб. Входить до складу муніципального утворення Вілегодський муніципальний округ.

## Історія
До 2020 року входихо до складу муніципального утворення Вілегодське муніципальне утворення.

## Населення
| 2002 | 2010 | 2012 |
| ---- | ---- | ---- |
| 26   | ↘10  | ↗13  |